# 中視晚安遛新聞
《中視晚安遛新聞》（CTV Nightline News）為中國電視公司（中視）的夜線新聞節目，簡稱《晚安遛一下》，目前的播出時間是台灣時間（UTC+8）星期一至四23時整至0時0分、星期五23時35分至0時5分。

## 節目取向
- 《中視晚安遛新聞》將原本《中視夜線新聞》重新改版，並加入《中視新聞6一下》元素，讓觀眾看到不一樣的新感受。

## 節目歷史
- 2011年8月29日，《中視晚安遛新聞》開播。
- 2012年1月13日，《中視晚安遛新聞》新型態重新出發，改為胡志成與侯乃榕雙主播，內容以活潑生動的專題為主，第一次的專訪就請來藝人陳妍希受訪[1]。
- 2012年12月3日，《中視晚安遛新聞》名稱改回《中視夜線新聞》。

## 曾任主播
- 胡志成（初期與侯乃榕雙主播播報，後期單獨播報）
- 侯乃榕（與胡志成雙主播播報）
- 李佳玲（週五主播）

## 新聞口白
- 開場口白：「晚安各位觀眾，歡迎收看中視晚安遛新聞。」
- 閉場口白：「謝謝您收看這節的中視晚安遛新聞，我是胡志成。夜深了，祝您有個好夢。明天晚上11點鐘我們再見了，Bye bye。」

### 雙主播時期
- 開場口白：「晚安各位觀眾，歡迎收看中視晚安遛新聞。我是胡志成。我是侯乃榕。」
- 閉場口白：「中視晚安遛新聞感謝您的收看，我們明天再會。」

## 新聞單元
- 今夜最新：夜間最新的新聞報導，有時會以插播方式播出。
- 中視獨家：中視新聞的獨家新聞報導。
- 哈燒3C：介紹近期熱門3C商品。
- 美食GPS：餐飲商家美食之宣傳。
- 明星美食地圖：邀請明星跟主播一同逛夜市吃美食。
- 巷口老字號：介紹台灣老字號巷口美食店家。
- 明星夜店：專訪明星偶像。
- 街角情報站：延續《中視新聞6一下》單元，以日本NHK新聞提供之新生活商品資訊為主。
- 網路蒐秘：網路上近期討論熱烈的影片。
- 設計A+：介紹國內外新穎有趣的設計作品。
- 街頭特派員：延續《中視新聞6一下》單元，選擇當日熱門議題，上街頭聆聽民眾聲音。
- 娛樂焦點：國內外娛樂圈新聞。
- 生活按讚：新聞重點整理，約三則。
- 國際上線：國際上的重要大事重點整理，約三則。
- 政治踹共：政治新聞重點整理，約三則。
- 看夜線拿好康：延續原時段《中視夜線新聞》單元，播出電影預告片，贈送電影特映券、優惠券、電影週邊商品等。每日會在片尾在電視畫面上公佈當天題目，答案就在每日播出的內容中，上中視官網填寫資料回答。

## 廣告短片
- 2011年8月26日起，節目開播預告。[2]
  - 晚安遛新聞。睡前輕鬆看。我是胡志成。我是侯乃榕。全新出發，全新角度。

## 片頭動畫
- 2011年8月29日至2012年11月30日：月球飛過印有"ctv news"標示的床鋪後，伴隨多棟大樓與"晚安!"字樣一起出現，並轉成夜空背景，最後播出「中視晚安遛新聞」的節目識別標誌，月球亦被近似分子結構的形狀包圍。(約11秒)

片頭與片尾均使用同一背景音樂

## 外部連結
| 臺灣 中視無線台 每週一至週四 23:00－00:00、每週五 23:35-00:05 | 臺灣 中視無線台 每週一至週四 23:00－00:00、每週五 23:35-00:05 | 臺灣 中視無線台 每週一至週四 23:00－00:00、每週五 23:35-00:05 |
| ------------------------------------------------------------- | ------------------------------------------------------------- | ------------------------------------------------------------- |
|                                                               | 中視晚安遛新聞 （2011年8月29日－2012年11月30日）              |                                                               |
| 中視夜線新聞 （1990年5月16日－2011年8月26日）                 | 中視夜線新聞 （2012年12月3日－2014年2月21日）                 |                                                               |